# Carlos Botto Vallarino

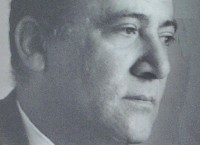
Carlos Botto Vallarino

Carlos Botto Vallarino (* 4. November 1923 in Viña del Mar/Región de Valparaíso; † 27. Juni 2004 in Santiago de Chile) war ein chilenischer Komponist und Musikpädagoge.

## Leben und Wirken
Botto studierte ab 1936 an der Academia Valparaíso und von 1948 bis 1953 am Conservatorio Nacional de Música Klavier bei Herminia Raccagni und Komposition bei Gustavo Becerra-Schmidt, Domingo Santa Cruz und Juan Orrego-Salas. Mit einem Guggenheim-Stipendium war er von 1956 bis 1957 Schüler von Luigi Dallapiccola an der Juilliard School of Music  in New York.
Von 1961 bis 1968 war Botto Direktor des Conservatorio Nacional de Música, daneben war er von 1961 bis 1974 Präsident der Juventudes Musicales de Chile. Von 1969 bis 1980 unterrichtete er als Professor für Klavier an der Pontificia Universidad Católica de Chile von 1968 bis 1970 und 1990 bis 1996 an der Escuela Moderna de Música. 
Botto erhielt Ehrendiplome der Städte Valparaíso (1975) und Viña del Mar (1992). 1993 erhielt er den Charles-Ives-Preis des Instituto Chileno-Norteamericano de Cultura, 1996 wurde er mit dem Premio Nacional de Arte ausgezeichnet.

## Werke
- Variaciones für Klavier
- Diez preludios für Klavier
- Cuarteto
- Tres caprichos
- Partita
- Scherzo
- Sonata, seinem Schüler Alfredo Perl gewidmet
- Sonata N° 2, seiner Schülerin María Iris Radrigán gewidmet
- Doce canciones nach Texten von Lope de Vega
- Cuatro cantares quechuas
- Poemas de amor y soledad, Zyklus nach Texten von James Joyce für Gesang und Klavier
- Siete cantos al amor y a la muerte für Tenor und Streichquartett

| Personendaten    | Personendaten                            |
| ---------------- | ---------------------------------------- |
| NAME             | Botto Vallarino, Carlos                  |
| ALTERNATIVNAMEN  | Botto, Carlos                            |
| KURZBESCHREIBUNG | chilenischer Komponist und Musikpädagoge |
| GEBURTSDATUM     | 4. November 1923                         |
| GEBURTSORT       | Viña del Mar                             |
| STERBEDATUM      | 27. Juni 2004                            |
| STERBEORT        | Santiago de Chile                        |